# Ajoya
Ajoya es el nombre quechua de Fulica gigantea, una aves gallináceas de poco vuelo que, a pesar de ser acuáticas, no tienen las patas provistas de la membrana común entre las nadadoras, son de color negro retinto, con pico amarillo y un apéndice carnoso, a manera de pequeña cresta, en la cabeza. 
Su tamaño es el de una gallina común. 
La connotación que tiene el nombre quechua del Distrito de Ajoyani, en el Perú es debido a la abundancia endémica de esas aves.

## Ver
- Fauna en el Perú

- Datos: Q5661530